# Gurkovo
Gurkovo (búlgaro:Гурково) é uma cidade da Bulgária, localizada no distrito de Stara Zagora. A sua população era de 2,917 habitantes segundo o censo de 2010.

## População
| Gurkovo | Gurkovo | Gurkovo | Gurkovo | Gurkovo | Gurkovo | Gurkovo | Gurkovo | Gurkovo | Gurkovo | Gurkovo | Gurkovo | Gurkovo | Gurkovo | Gurkovo | Gurkovo | Gurkovo | Gurkovo | Gurkovo | Gurkovo |
| --- | ------- | ------- | ------- | ------- | ------- | ------- | ------- | ------- | ------- | ------- | ------- | ------- | ------- | ------- | ------- | ------- | ------- | ------- | ------- |
| Ano | 1887    | 1910    | 1934    | 1946    | 1956    | 1965    | 1975    | 1985    | 1992    | 2001    | 2002    | 2003    | 2004    | 2005    | 2006    | 2007    | 2008    | 2009    | 2010    |
| População |         |         |         | …       | …       | 3,022   | 3,063   | 3,274   | 3,246   | 3,029   | 3,015   | 2,966   | 2,946   | 2,913   | 2,884   | 2,905   | 2,889   | 2,906   | 2,917   |
| Fontes: Instituto Nacional de Estatísticas, „citypopulation.de“, „pop-stat.mashke.org“, Bulgarian Academy of Sciences |         |         |         |         |         |         |         |         |         |         |         |         |         |         |         |         |         |         |         |